# دومینیک کولونا
دومینیک کولونا (به انگلیسی: Dominique Colonna؛ ۴ سپتامبر ۱۹۲۸ – ۱۲ سپتامبر ۲۰۲۳) بازیکن و مربی فوتبال اهل فرانسه بود.
از جمله باشگاه‌هایی که وی در آن‌ها، بازی کرده‌است، می‌توان به باشگاه فوتبال مون‌پلیه، باشگاه فوتبال نیس و باشگاه فوتبال استاد رنس اشاره کرد.
وی همچنین در تیم ملی فوتبال فرانسه، سابقهٔ بازی دارد.